# Ava Fabian
Ava Fabian (Brewster (Nueva York), 4 de abril de 1962) es una modelo y actriz estadounidense. Fue escogida Playmate del Mes para la revista Playboy en agosto de 1986 y ha aparecido en numerosos vídeos de Playboy. Fue fotografiada por Arny Freytag y Richard Fegley. Fabian también es una antigua Conejita de Playboy.
Fabian interpretó a Roxy Carmichael en la película Welcome Home, Roxy Carmichael, protagonizando Winona Ryder. Ha aparecido en The Drew Carey Show y Matrimonio con hijos. Fabian tuvo un papel recurrente en la serie de televisión de 1996 de Cinemax Erotic Confessions como un personaje llamado Jacqueline Stone.
En noviembre de 2011, presentó una demanda contra su exmarido Neal Schon de Journey, reclamando  que él le debe más de $25,000 por su "acuerdo de relación no marital oral exprés" cuando vivían juntos en San Anselmo. Se fijó la fecha de la audiencia para principios de octubre de 2012, pero fue suspendida debido a que las partes "llegaron a un acuerdo" en el caso, que se retiró en noviembre. Los términos de este acuerdo no se registraron en los expedientes del juzgado.
Ava Fabian abrió un restaurante ("Ava") en Los Ángeles en 1992.